# Amorpha juglandis
Amorpha juglandis ist die einzige Schmetterlingsart der Gattung Amorpha aus der Familie der Schwärmer (Sphingidae). Die Art ist in ihrer Färbung derart variabel, dass sechs unterschiedliche Populationen unterschiedlich benannt wurden. Diese Namen gelten jedoch heute alle als Synonyme der Art.

## Merkmale

### Merkmale der Falter
Die Falter haben eine Vorderflügellänge von 23 bis 41 Millimetern. Sie sind in verschiedenen Brauntönen gefärbt, wobei der Körper dieselbe Grundfarbe wie die Flügel hat. Der Außenrand beider Flügelpaare ist ausgekehlt. Die Vorderflügel tragen ein Paar Postmediallinien und ein Paar Antemediallinien. Bei manchen Individuen ist die Medialregion, die durch diese Linien begrenzt wird, deutlich dunkler als die übrigen Bereiche der Vorderflügel. Die Art ist auch innerhalb einer Population sehr variabel. Die Färbung kann von sehr blass bis dunkel rotbraun und von einfarbig bis stark kontrastierend hell und dunkel reichen. Häufiger sind die Männchen innerhalb einer Population variabler als die Weibchen. Letztere haben fadenförmige Fühler, bei Ersteren sind sie breit doppelt gekämmt.

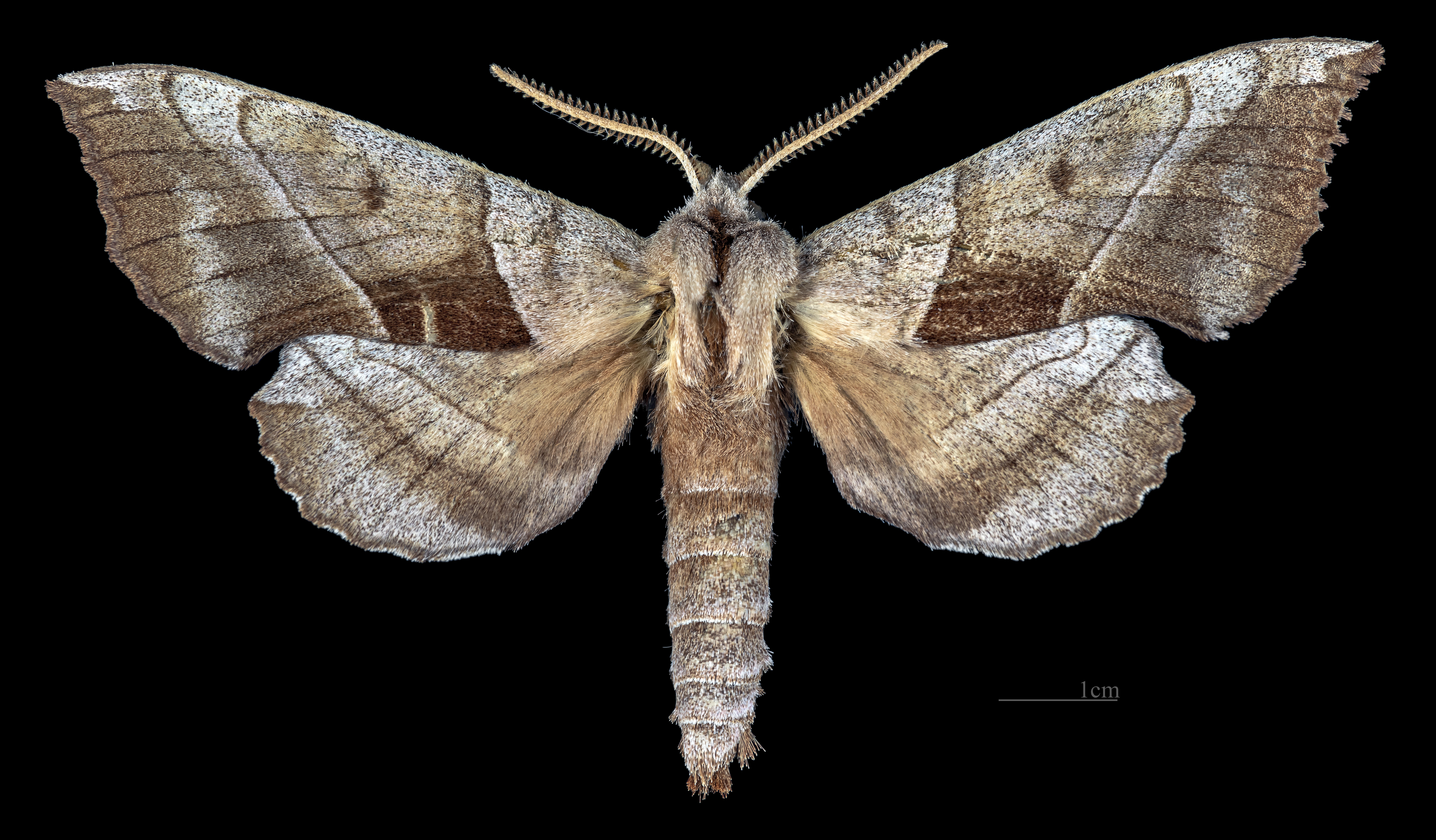
Amorpha juglandis  ♂
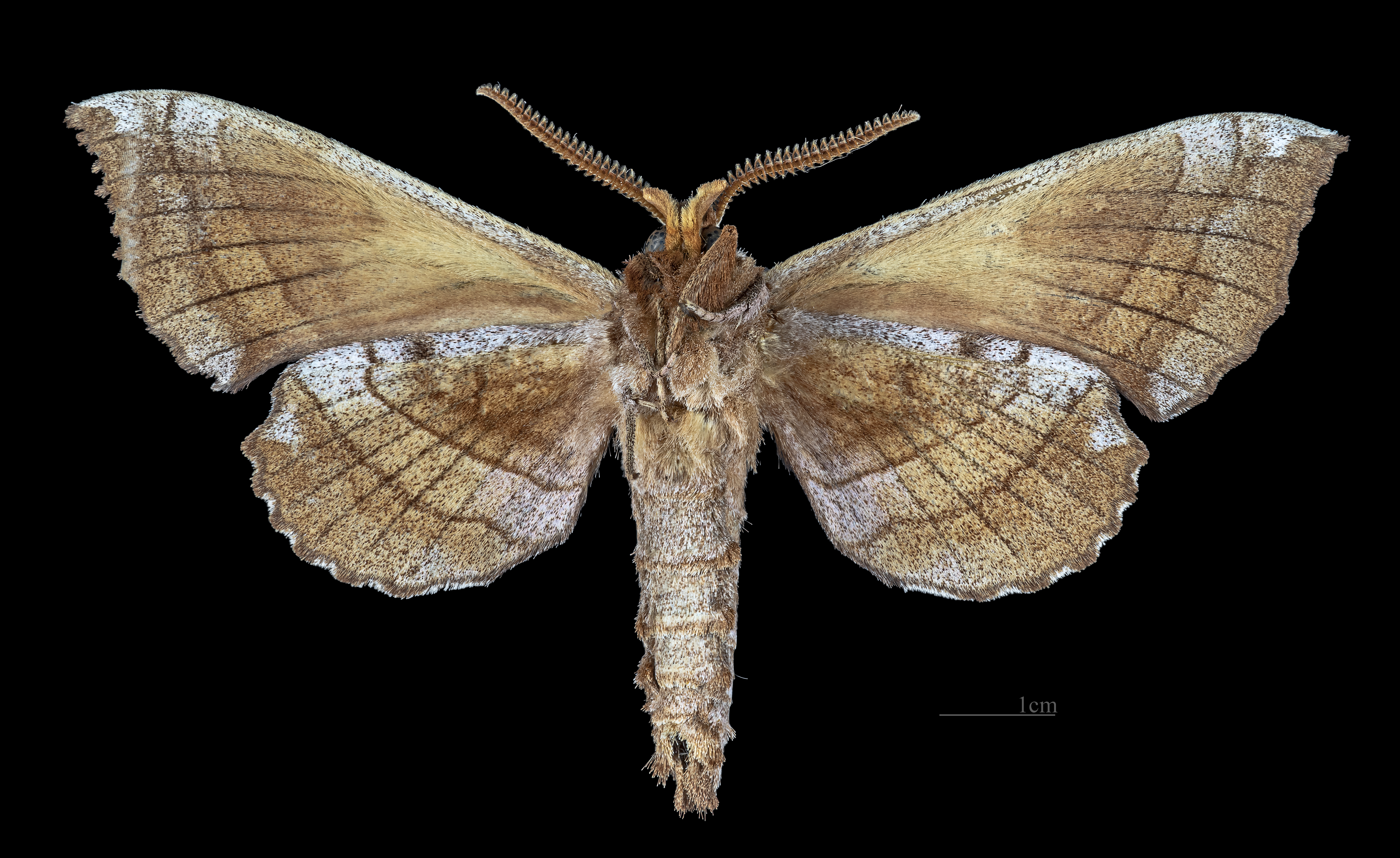
Amorpha juglandis  ♂   △
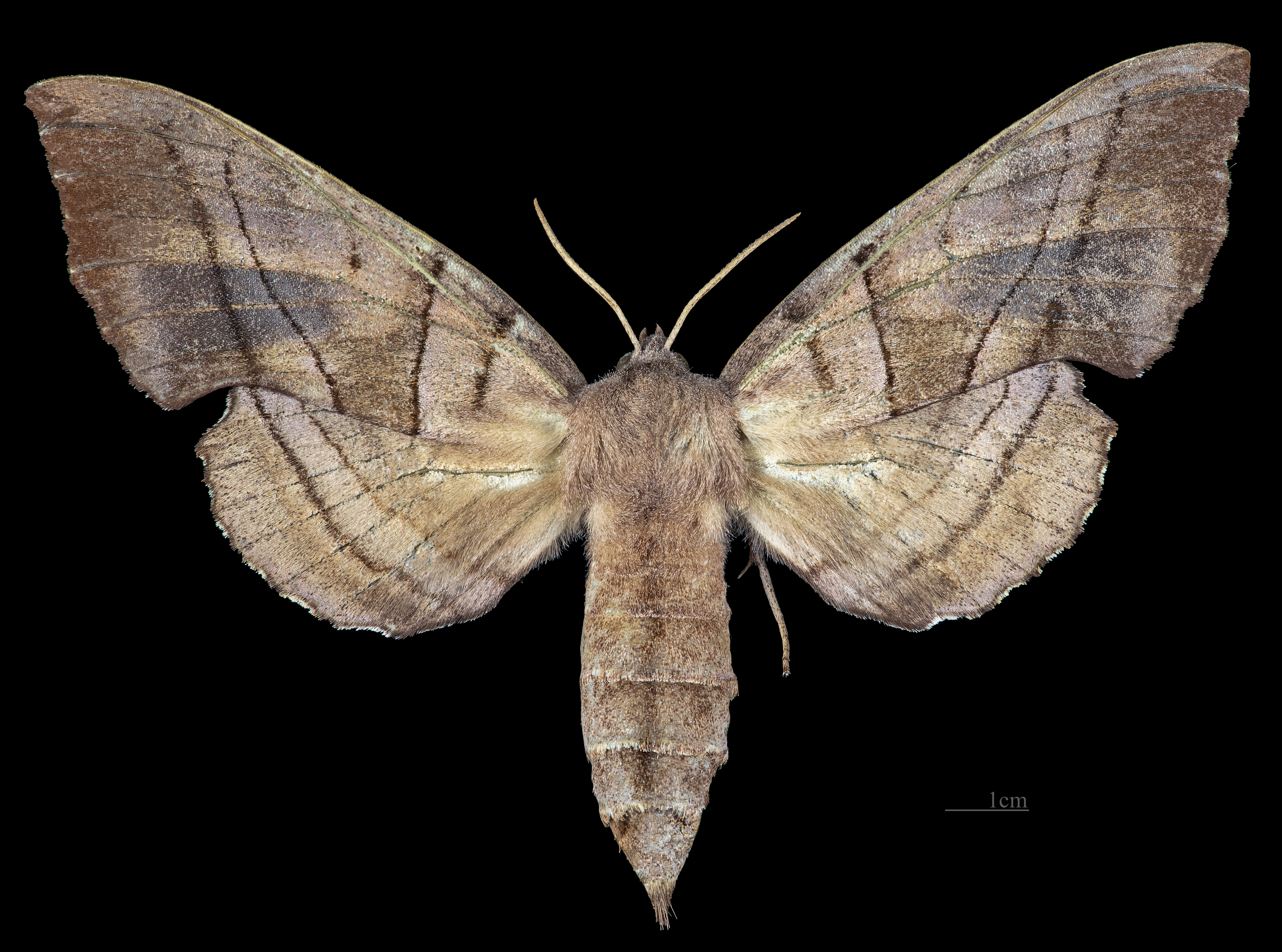
Amorpha juglandis   ♀
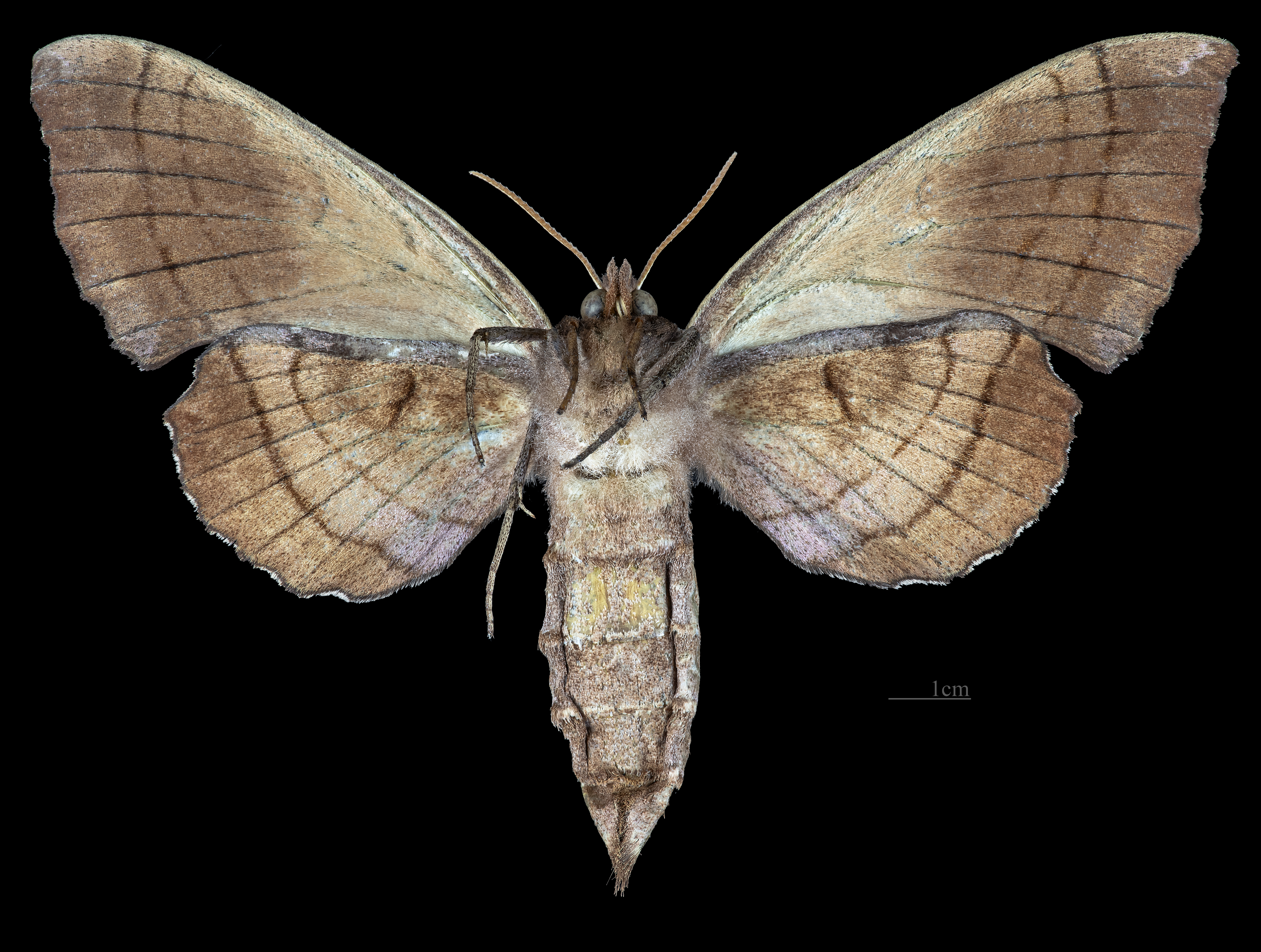
Amorpha juglandis   ♀ △

### Merkmale der Raupen
Die Raupen haben einen granulierten Körper mit grüner bis grün gefleckter oder roter bis rotbrauner Grundfarbe. Sie sind stark mit Sekundärborsten versehen. Sie tragen an den Seiten sieben weißliche Längsstreifen, von denen der letzte und kräftigste zum Analhorn reicht. Ihr Gesicht trägt ein Paar länglicher Streifen, die auf der Oberseite des sehr spitz zulaufenden Kopfes aufeinander zulaufen. Das stark nach hinten gekrümmte Analhorn ist stark gerunzelt.

### Merkmale der Puppen
Die Puppe unterscheidet sich von denen aller anderen nordamerikanischen Schwärmerarten. Sie ist beige bis rotbraun und bis nahezu schwarz gefärbt. Ihre Oberfläche ist matt, sehr rau und trägt am Rücken Stacheln. Der Hinterleib ist am siebten bis zehnten Segment ventral abgeflacht. Der Kremaster ist sehr kurz und breiter als lang. Er endet in scharfen Spitzen.

## Vorkommen
Die Art ist im östlichen Nordamerika von Zentralflorida bis in den Süden Kanadas weit verbreitet. Westlich reicht die Verbreitung in die Great Plains, wo sie noch im Westen Nebraskas, Oklahomas und Texas (Big Bend) nachgewiesen wurde. Die Art tritt darüber hinaus entlang des Südens von Kanada in Nova Scotia, New Brunswick, Québec, Ontario und Manitoba auf.
Die Art wird als Art der östlichen nordamerikanischen Mischwälder betrachtet. Im westlichen Teil ihrer Verbreitung besiedelt sie Berge und Hügelland mit Waldgebieten.

## Lebensweise

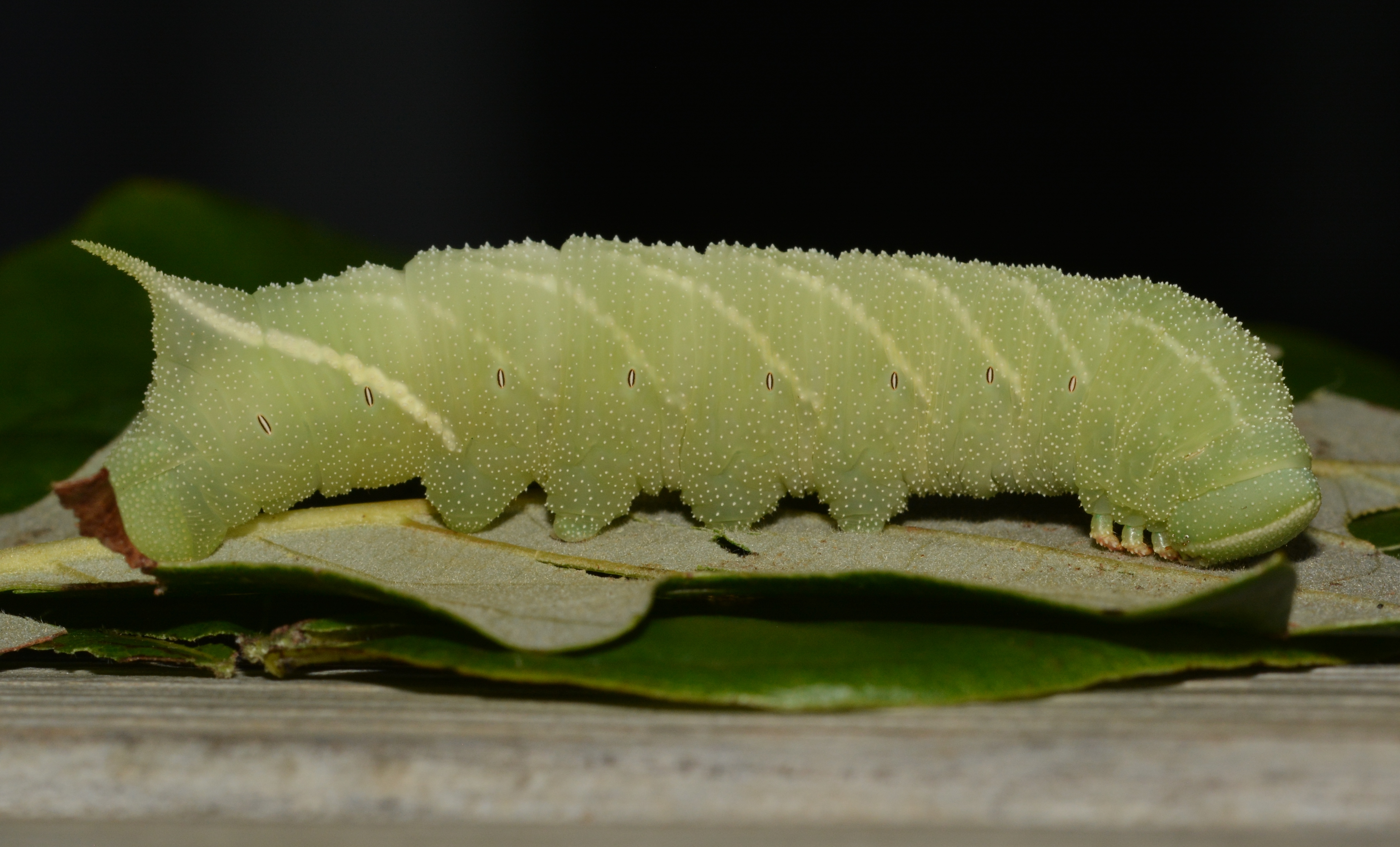
Die Raupe des Schwärmers kann bei Gefahr schrille Töne erzeugen

Die Raupen ernähren sich vornehmlich von Echter Walnuss (Juglans regia), Butternuss (Juglans cinerea) und Hickory (Carya), alle aus der Familie der Walnussgewächse (Juglandaceae). Im Norden scheinen die Raupen auch auf andere Pflanzen, beispielsweise Birken (Betula) im Norden Wisconsins, Hasel (Corylus) und Erlen (Alnus) im Westen Ontarios sowie Buchen (Fagus) in Nova Scotia, zu fressen.
Die Imagines werden stark durch künstliche Lichtquellen angelockt. Es ist nicht dokumentiert, ob sie Nektar saugen. Da sowohl die Muskulatur als auch der nur zwei bis drei Millimeter lange Saugrüssel verkümmert ist, kann davon ausgegangen werden, dass ihnen eine Nahrungsaufnahme wie vielen anderen Arten der Smerinthinae nicht möglich ist.
Im Norden fliegt die Art im Sommer zwischen Mitte Mai und Anfang Juli, in einer bzw. gelegentlich einer zweiten, unvollständigen Generation. Weiter südlich ist unklar, in wie vielen Generationen die Art fliegt. Sie fliegen dort zwischen April bis September, wobei in der Literatur zwei bis vier Generationen pro Jahr angegeben werden.
Die Weibchen legen ihre Eier einzeln an der Unterseite der Raupennahrungspflanzen ab. Die Verpuppung erfolgt in einem lockeren Kokon auf oder knapp unter der Erdoberfläche.
Werden die Raupen von Fressfeinden wie Vögeln bedroht, oder plötzlich gestört pressen sie Luft aus den hinteren Atemöffnungen. Dies erzeugt ein Pfeifen von 82 Dezibel (gemessen in fünf Zentimeter Entfernung). Versuche von Jayne E. Yack mit Gold-Waldsängern ergaben, dass alle Raupen überlebten und die Vögel nach zwei Angriffen aufgaben, teilweise sogar panisch reagierten.

## Belege